# Toma Apostol
Toma Apostol (Juda Toma, Nevjerni Toma ili Didim; Galileja, 1. stoljeće – Mylapore, 21. prosinca 72.), jedan od Isusovih dvanaestorice apostola. Najpoznatiji je po nevjeri u Isusovo uskrsnuće, no ubrzo nakon što je vidio Isusa rekao je "Gospodin moj i Bog moj!" Prema tradiciji otišao je u Indiju propovijedati evanđelje. Rimokatolička Crkva slavi njegov spomendan 3. srpnja. U tradicionalnom katoličkom kalendaru, njegov je spomendan bio 21. prosinca (najkraći dan u godini). 

## Toma u Ivanovu evanđelju
Toma se javlja u nekoliko redaka u Ivanovu evanđelju. Kada je Lazar umro, učenici su se usprotivili Isusovoj odluci o povratku u Judeju gdje su židovi prethodno pokušali kamenovati Isusa. Isus je bio odlučan u svojoj namjeri, pa je tada Toma hrabro rekao: "Hajdemo i mi da umremo s njim!" (Iv 11:16)
Toma je također govorio na Posljednjoj večeri (Iv 14:5). Isus je uvjeravao svoje učenike kako znaju gdje ide, no Toma se bunio kako oni uopće ne znaju ništa. Isus je na to i na Filipov zahtjev odgovorio detaljnim objašnjenjem svoje povezanosti s Ocem.
Ipak, najpoznatije Tomino javljanje u Novom zavjetu zasigurno je ono kada sumnja u Isusovo uskrsnuće i zahtjeva da dodirne Isusove rane prije nego što se sam uvjeri (Iv 20:24-29). Caravaggiova slika Nevjera svetog Tome (prikazana iznad) prikazuje tu scenu. U ovoj se priči nalazi podrijetlo sintagme Nevjerni Toma. Nakon što je vidio živog Isusa (Biblija nigdje ne tvrdi je li Toma uistinu dotaknuo Kristove rane), Toma je iskazao svoju vjeru u Isusa uzviknuvši "Gospodin moj i Bog moj!"; a prema ovome se ponekad naziva i Toma Vjernik. Toma je također poznat kao Apostol koji je krstio Tri kralja (Mudrace s Istoka).

## Poveznice
- São Tomé
- Sveti Toma iz Meliapora
- Kršćani svetog Tome
- Nevjerni Toma
- Crkva sv. Tome u Tomašu